# Atelopus eusebiodiazi
Espèce
Statut de conservation UICN

 CR A2ac; B1ab(iii) : 
En danger critique
Atelopus eusebiodiazi est une espèce d'amphibiens de la famille des Bufonidae.

## Répartition
Cette espèce est endémique de la région de Piura dans le Nord-Ouest du Pérou. Elle se rencontre à environ 2 950 m d'altitude dans la partie Nord de la cordillère de Huancabamba.

## Étymologie
Cette espèce est nommée en l'honneur du taxidermiste Eusebio Diaz.

## Publication originale
- Venegas, Catenazzi, Siu-Ting & Carrillo, 2008 : Two new harlequin frogs (Anura: Atelopus) from the Andes of northern Peru. Salamandra, vol. 44, no 3, p. 163–176 (texte intégral).